# Lastreopsis acuta
Lastreopsis acuta är en träjonväxtart som först beskrevs av William Jackson Hooker, och fick sitt nu gällande namn av Tind. Lastreopsis acuta ingår i släktet Lastreopsis och familjen Dryopteridaceae. Inga underarter finns listade.